# Harum Mandala
Harum Mandala is een bestuurslaag in het regentschap Ciamis van de provincie West-Java, Indonesië. Harum Mandala telt 2169 inwoners (volkstelling 2010).